# James Craig (schip, 1874)
De James Craig is een Australische stalen bark met hulpmotor. Het schip is in 1932 opgegeven en als wrak achtergelaten in Recherche Bay in Tasmanië. In 1972 is begonnen met de restauratie van het schip en in 2001 door het Sydney Maritime Museum weer in de vaart gebracht.

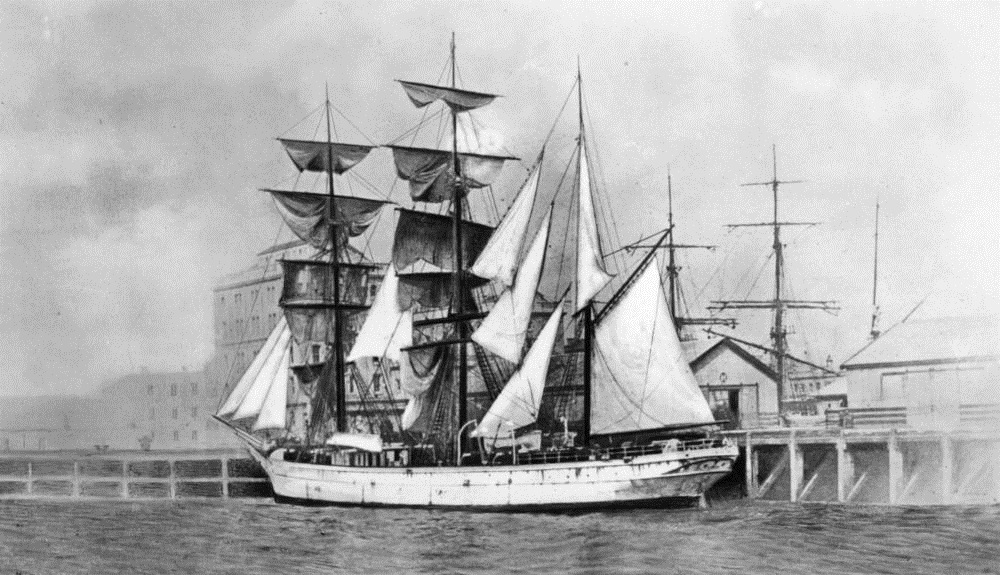
Als Clan Macleod

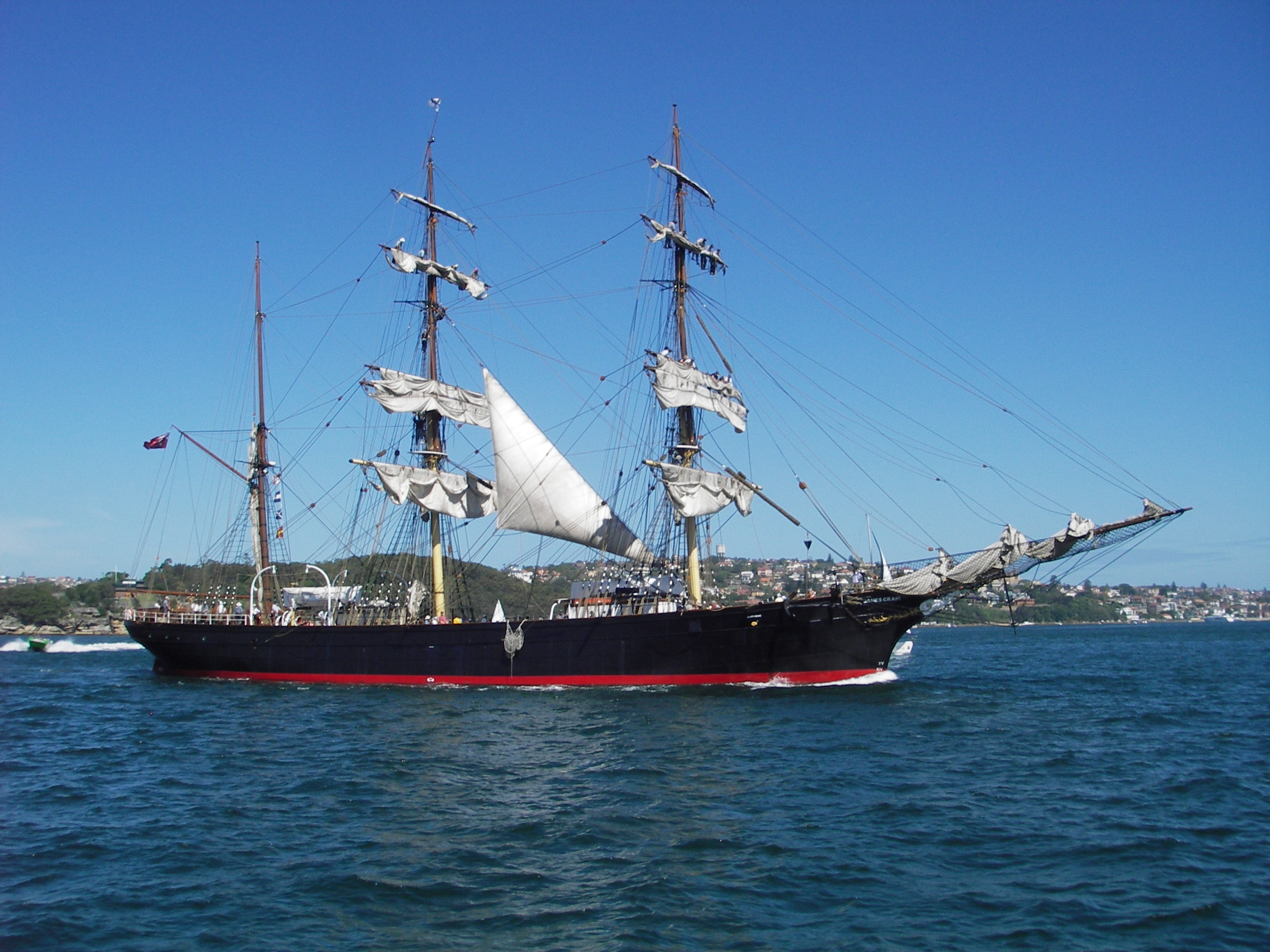
James Craig in Sydney Harbor

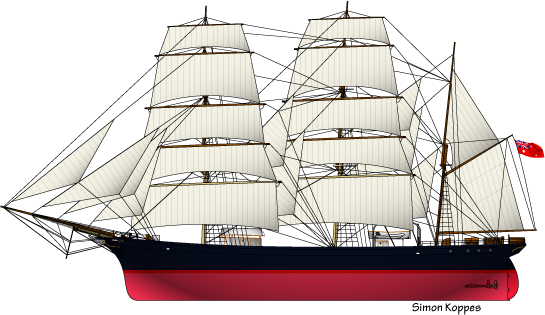
Lijntekening van de James Craig

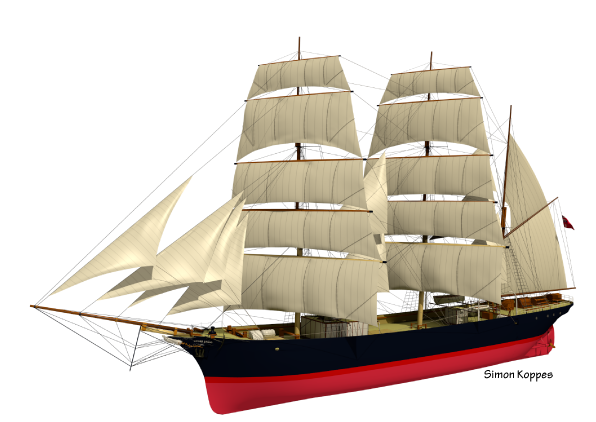
Vogelperspectief van de James Craig

De bark werd in 1874 in Sunderland Engeland gebouwd door Bartram, Haswell & Co in opdracht van de Schotse reder T.Dunlop en Clan Macleod gedoopt, een van de eerste schepen van de beroemde Clan Line. Negen jaar later werd het schip gekocht door de Canadese zakenman en reder Sir Roderick Cameron. Het schip vervoerde voor beide eigenaren verschillende ladingen en voer 23 maal langs Kaap Hoorn.
In 1899 werd het schip gekocht door de Nieuw-Zeelandse Reder J.J.Craig voor de trans-Tasman handel (op handelsroutes tussen Australië en Nieuw-Zeeland). In 1905 werd het schip herdoopt in James Craig naar de zoon van J.J.Craig (alle schepen van J.J.Craig werden vernoemd naar familieleden).
Ten gevolge van de toenemende concurrentie van stoomschepen werd het schip in 1911 opgelegd en onttakeld gebruikt voor de opslag van kopra in Nieuw-Guinea door de British New Guinea Development Company.
Na de Eerste Wereldoorlog werd het schip opnieuw uitgerust door de Australische fabrikant en reder Henry Jones & Company (er was een groot tekort aan vrachtschepen ontstaan), maar dit was niet erg succesvol. Na tweemaal averij te hebben opgelopen, werd het schip in 1925 naar Recherche Bay in Tasmanië gesleept en verkocht aan de Catamaran Coal Company, weer als opslagschip ditmaal voor kool.
In 1932 werd het schip opgegeven. Toen een visser een gat in de achtersteven maakte, zonk hij dicht bij de kust. De James Craig bleef voor 40 jaar achter als scheepswrak.
In 1972 werd door een groep vrijwilligers uit Sydney en Tasmanië een noodreparatie uitgevoerd, de romp weer drijvend gemaakt en het schip naar Hobart gesleept voor aanvullende tijdelijke reparaties. In 1981 werd de James Craig naar Sydney gesleept. Een volledige restauratie door vrijwilligers van de Sydney Heritage fleet volgde en de herstelde romp werd in 1997 opnieuw te water gelaten. In 2001 was de James Craig weer volledig zeilklaar.
Het schip wordt gebruikt voor korte cruises (In het weekend) en soms langere tochten

## Technische gegevens
- tonnage: 671 bruto
- waterverplaatsing: 937 ton
- lengte: 70 m over alles
- breedte: 9,5 m
- diepgang: 3,7 m
- masthoogte boven water: 33 m
- zeiloppervlak: 1.100 m²
- MMSI: 503493000
- IMO: niet beschikbaar
- Call sign: VJMR